# Autostrada A6 (Italia)
L'autostrada A6 Torino-Savona, dal 2001 detta La Verdemare, è un'arteria in esercizio dal 1960 che collega il Piemonte occidentale (in particolare la città metropolitana di Torino e la provincia di Cuneo) con la riviera ligure attraverso le Alpi. Ha uno sviluppo di circa 125 km in un senso e 130 nell'altro, essendo i due sensi di marcia indipendenti nel tratto montano tra Ceva e Savona.
Per oltre quarant'anni è stata quasi interamente a carreggiata unica ed è stata caratterizzata da un elevatissimo tasso di incidenti, molti dei quali mortali; i lavori di raddoppio, iniziati nel 1973, si sono conclusi soltanto nel 2001.

## Storia

### La costruzione
Agli inizi degli anni '50 la FIAT, desiderosa di promuovere la motorizzazione degli italiani, promosse la nascita della SPASIS (Società per azioni sviluppo iniziative stradali), società controllata a cui aderirono con quote di minoranza le istituzioni locali di Torino. Tale società elaborò un progetto di massima per una autostrada tra Torino e il mare. Il 5 giugno 1956, con lo scopo di realizzare il progetto, venne dunque costituita la Autostrada Ceva Savona S.p.A., controllata dalla FIAT con partecipazioni di minoranza di numerose altre società e istituzioni torinesi.
L'arteria fu costruita per tronchi. Per primo, il 27 gennaio 1960, venne inaugurato il tratto Savona-Ceva di 42 km, che in realtà terminava presso Priero. Per l'epoca si trattò di un'opera ardita e complessa, la prima autostrada di montagna realizzata in Europa, un anno prima del tratto appenninico dell'Autostrada del Sole. Essa richiese ben 129 viadotti, per 11 km di lunghezza complessiva, e 23 gallerie. Tuttavia, per ridurre i costi, il percorso risultò estremamente tortuoso, insinuandosi nelle valli per seguirne i profili, al punto da superare il dislivello del monte Baraccone mediante un tracciato elicoidale. Inoltre, l'arteria fu costruita con una sola carreggiata di 10,50 metri a tre corsie che ospitava entrambe le direzioni; la corsia centrale veniva utilizzata per il sorpasso alternativamente nei due sensi di marcia. Ciò nonostante, l'opera costò ben 11 miliardi e 700 milioni di lire dell'epoca.
L'accesso avveniva attraverso due stazioni a barriera, una a Zinola, subito a monte della prevista interconnessione con la A10, e una a Priero; il sistema di pedaggio, piuttosto macchinoso, prevedeva di pagare all'ingresso, dichiarando la destinazione e ottenendo una ricevuta cartacea in duplice copia, una delle quali andava consegnata al casello di uscita. Il pedaggio iniziale era di 200 lire per una utilitaria sull'intero percorso. Le stazioni intermedie iniziali furono Altare (l'unica tra le citate ancora attiva in entrambe le direzioni), Carcare (oggi dismessa), Millesimo (oggi attiva solo in direzione Savona, con rampe di inversione per accedere da/per la direzione Torino) e Montezemolo (oggi dismessa).
Nell'estate 1963 iniziarono i lavori per il tratto tra Priero e Fossano. Esso era complicato dalla necessità di attraversare i larghi e profondi valloni di numerosi corsi d'acqua (Tanaro, Corsaglia, Ellero, Branzola, Pesio e Mondalavia) che scendono dalle Alpi Liguri trasversalmente al percorso; questo richiese la realizzazione di 23 viadotti per complessivi 10 km, di cui tre lunghi ciascuno più di un chilometro e alti fino a cinquanta metri.
Il nuovo tratto fu aperto al traffico il 29 settembre 1965 e risultò lungo 41,5 km, di cui 6, a una sola corsia per senso di marcia, collegavano la nuova barriera terminale di Fossano con la circonvallazione della cittadina cuneese, superando anche il fiume Stura di Demonte. Il resto del tratto aveva carreggiata unica a tre corsie e sorpasso alternato come il tratto precedente, ma gli spazi e i manufatti erano già predisposti per il raddoppio, ottimisticamente preannunciato per il 1970. La sola galleria Gay di Monti, situata tra Mondovì e Santuario di Vicoforte e unica del percorso, venne costruita già a doppia canna e costituì per decenni l'unico, brevissimo tratto raddoppiato in provincia di Cuneo. Furono aperte contemporaneamente anche le uscite intermedie di Ceva, Niella Tanaro, Santuario di Vicoforte, Mondovì e Carrù; la barriera e l'uscita di Priero furono eliminate. Il costo complessivo fu di 17 miliardi di lire dell'epoca, e il pedaggio iniziale da Fossano a Savona di 400 lire per una utilitaria.
Nella primavera del 1968, sul punto di ricevere la concessione per costruire il restante tratto tra Fossano e Torino, la società mutò nome in Autostrada Torino Savona S.p.A.. I lavori furono presto iniziati, e il 27 maggio 1970 venne aperto il facile tratto di pianura tra La Rotta, svincolo poi dismesso e situato presso l'omonima località cinque chilometri a sud di Moncalieri, e Marene; questo tratto di quasi 32 km comprendeva anche 11,5 km a doppia carreggiata tra La Rotta e Carmagnola, il primo tratto raddoppiato di sostanziale lunghezza dell'intera autostrada, nonché la nuova barriera terminale di Carmagnola e il relativo svincolo di uscita.
Il 25 luglio 1970 venne aperto il tratto Marene-Fossano a carreggiata singola. Questo tratto di soli 15 km, altrimenti pianeggiante, costò oltre sei miliardi di lire per la necessità di costruire un imponente viadotto, lungo 2,7 km e alto 80 metri, per valicare a grande altezza la larga valle della Stura; esso è tuttora la maggiore opera dell'intera autostrada, e all'epoca era uno dei viadotti più grandi d'Europa. Nell'estate del 1971 venne aperto il breve tratto a doppia carreggiata tra La Rotta e San Paolo di Moncalieri, comprendente il raccordo a quadrifoglio con la Tangenziale Sud di Torino, allora ancora in costruzione. Infine, il 26 luglio 1972 venne aperta la cosiddetta "sopraelevata di Moncalieri", che collega lo svincolo San Paolo con Torino (oggi questo tratto è parte della Autostrada A55 - tangenziale di Torino). L'opera fu così completata, anche se quasi interamente a singola carreggiata.

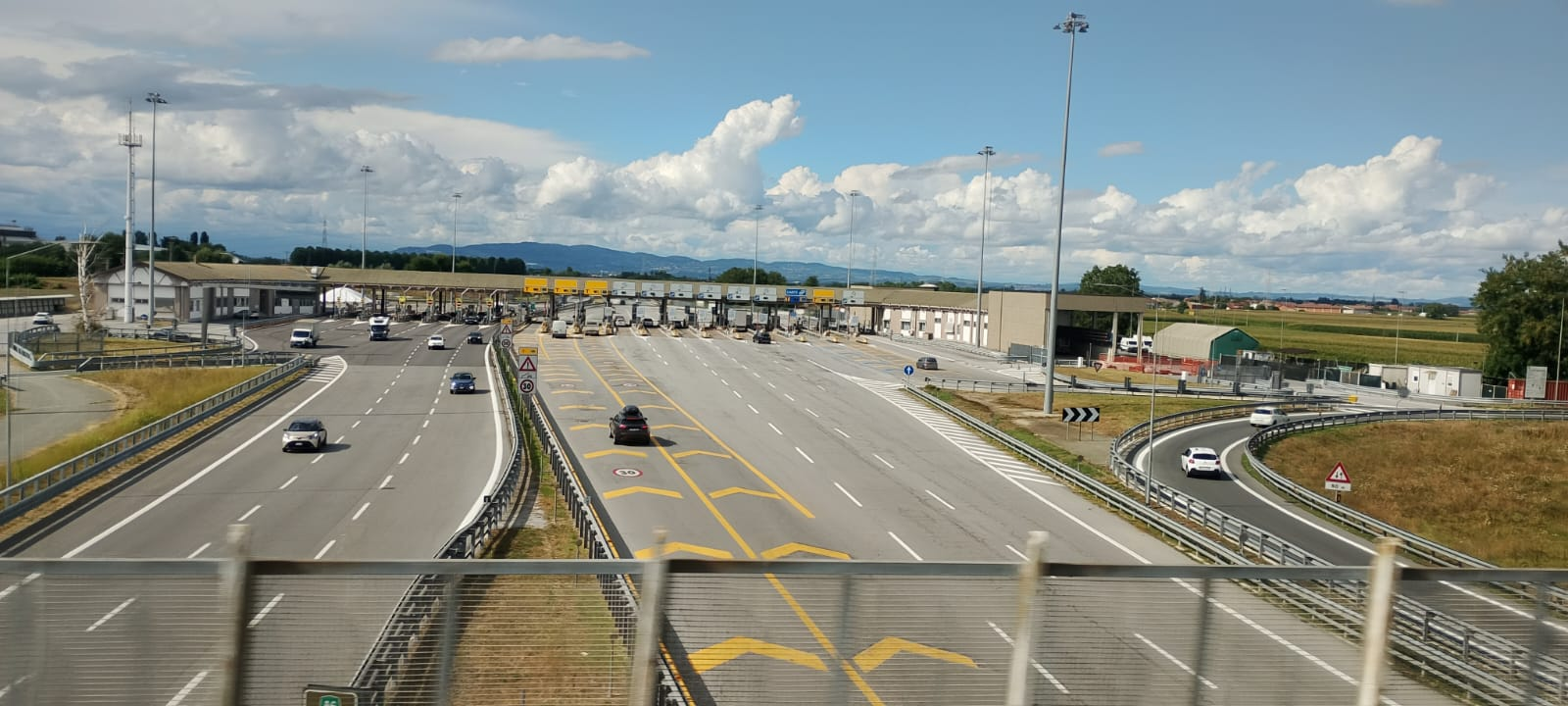
Vista della barriera di Carmagnola (TO).

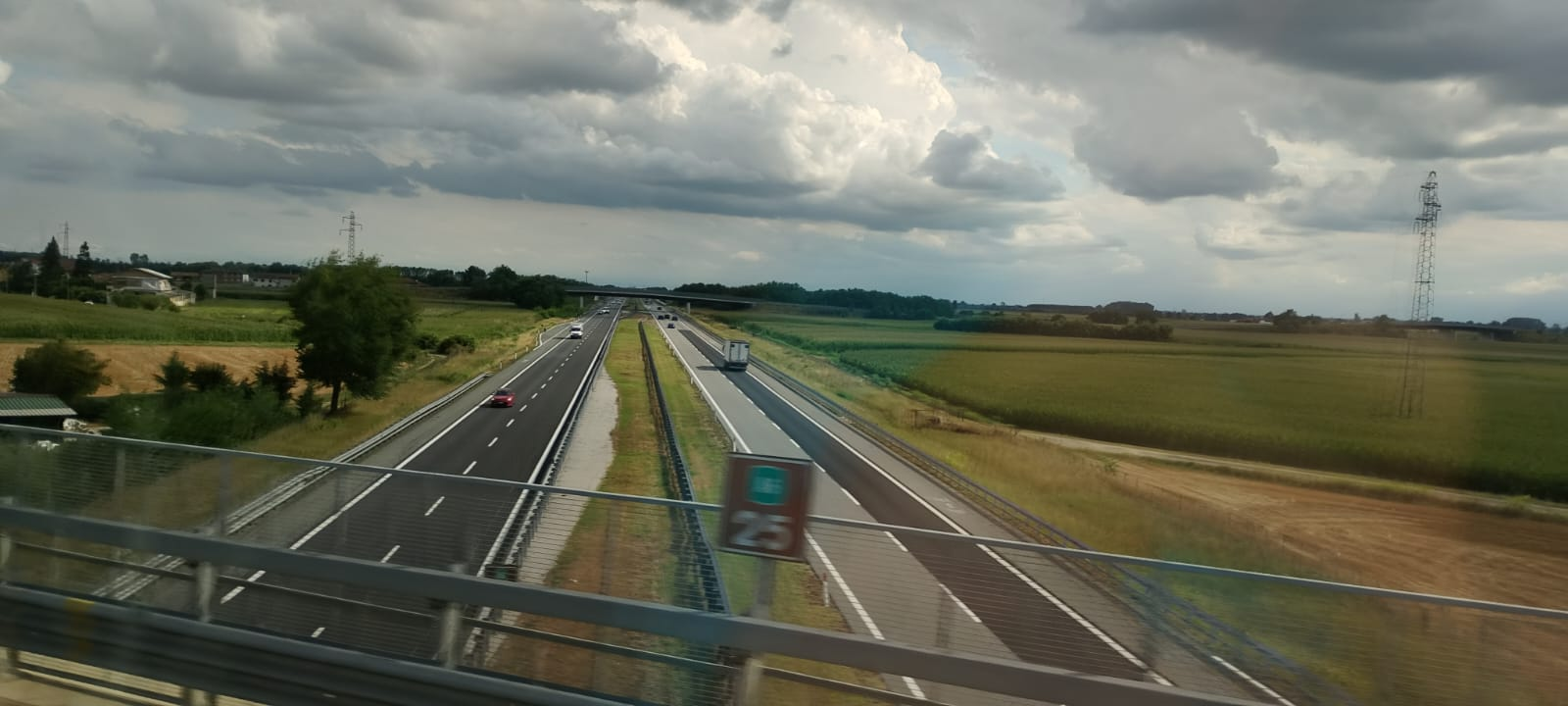
Tratto di autostrada fra Carmagnola (TO) e l'area di servizio "Rio Coloré", usata come pista Fiat.

#### La pista Fiat
Nel 1972 venne aperto anche un tratto della seconda carreggiata, quella ovest, nel tratto compreso tra gli svincoli di Carmagnola e l'area di servizio Rio Coloré Ovest. Esso era chiuso al traffico pubblico ed utilizzato in via esclusiva dalla FIAT come pista di prova per velocità elevate. L'inizio della pista era situato a tre chilometri dallo svincolo di Carmagnola mentre il piazzale terminale - ancora esistente - era immediatamente prima dell'area di servizio sopraccitata. È inoltre tuttora presente un piazzale per i controlli tecnici di pista al km 25,400, in corrispondenza del cavalcavia numero 33. Su questa pista il pilota-collaudatore Claudio Maglioli provò una Lancia LC2 portandola alla velocità record per il modello di 387 km/h in preparazione per la gara di Le Mans. Su questa pista fu provata anche la versione Gruppo 5 da pista della Lancia Stratos.

### L’"autostrada della morte"
Mentre ancora si stava completando il percorso fino a Torino, era già emersa l'inadeguatezza della infrastruttura a carreggiata unica, in particolare nel tratto montano tra Priero e Savona, progettato negli anni '50 e caratterizzato da ripide pendenze e curve molto strette, anche in galleria. A causa del sorpasso in direzioni alternate nella corsia centrale, della grande quantità di mezzi pesanti a bassissima velocità in salita e della mancanza di uno spartitraffico, accadevano frequentemente scontri frontali tra autovetture, spesso con esiti mortali per i passeggeri; nel 1971 ci furono 91 incidenti di cui tre mortali. Per questi fatti la A6 fu soprannominata "autostrada della morte".
Fu quindi programmato immediatamente il progressivo raddoppio della carreggiata già aperta al traffico, cominciando da Savona. Già il 1º giugno 1971 fu completato lo spostamento della barriera di ingresso lato mare da Zinola ad Altare, dove fu possibile realizzare un casello più ampio, già concepito per la doppia carreggiata; il successivo 31 luglio vennero chiusi gli originari svincoli di Altare e di Carcare, sostituiti dalla nuova uscita Altare-Carcare situata presso il nuovo casello.
Il tracciato originario mostrava intanto i suoi limiti anche rispetto all'orografia del terreno; nel 1972 il tratto tra Ceva e Montezemolo rimase chiuso per un mese e mezzo a causa di un viadotto danneggiato da una frana.
Nel maggio 1973 iniziarono i lavori per il raddoppio tra Savona e Altare-Carcare, realizzando una nuova carreggiata di 15 km in direzione Torino completamente indipendente da quella precedente, a tre corsie, molto meno tortuosa, con raggi di curva decisamente più ampi e pendenze più lievi e regolari. Si trattò di un'opera costosa ed imponente, per un terzo in galleria e per un altro terzo su viadotti, tra cui uno di oltre 90 metri di altezza. Il nuovo tratto fu inaugurato in due fasi, prima (il 25 maggio 1976) il tratto tra l'interconnessione di Volte di Quiliano e Altare, e poi (il 7 ottobre successivo) il tratto tra Savona e Volte.
Nel frattempo, tuttavia, il clima politico era mutato, e la crisi economica ed energetica portò prima a ridurre e poi, con la legge 492 del 1975, a vietare la costruzione di nuovi tratti autostradali. Inoltre, la peculiarità di essere una autostrada privata faceva sì che i soci non volessero investire gli ingenti capitali necessari per il completo raddoppio, in mancanza di agevolazioni statali e di adeguate prospettive di guadagno.
Concluso il tratto tra Savona e Altare, le opere di raddoppio si fermarono dunque definitivamente; quelli che purtroppo non si fermarono furono gli incidenti, con numeri di morti in crescita, superiori a uno al mese. Alla fine, dopo un ennesimo gravissimo incidente con sei vittime, l'autorità giudiziaria ordinò la chiusura al traffico dal 15 luglio 1980 del tratto Ceva-Altare in direzione Savona, trasformandolo in un senso unico e trasferendo il traffico diretto al mare sulla parallela SS 28 bis. A seguito dei conseguenti disagi e delle proteste degli amministratori locali, l'autostrada fu riaperta in entrambe le direzioni il 1 ottobre successivo, ma solo dopo che la corsia centrale di sorpasso fu eliminata per tutto il tratto di montagna tra Priero e Altare, dipingendo la zebratura al posto della stessa, con un contestuale abbassamento del limite di velocità a 70 km/h.
Questo provvedimento fu efficace per migliorare la sicurezza, riducendo l'incidentalità del settanta per cento, ma determinò un lunghissimo tratto di oltre 25 km in cui il sorpasso era completamente vietato e in cui le auto viaggiavano incolonnate a passo d'uomo dietro ai mezzi pesanti. Fu quindi palese che la situazione della A6 era insostenibile, che era necessario provvedere a grandi investimenti per un vero raddoppio e che la proprietà FIAT non era intenzionata a realizzarli, per cui da più parti fu chiesta la nazionalizzazione dell'autostrada.

### Nazionalizzazione e raddoppio
In seguito alle proteste e all'azione dei politici locali, il 12 agosto 1982 il Parlamento approvò la legge 531/82, il cui articolo 11 era specificamente dedicato alla A6. Esso autorizzava la società Autostrade, allora interamente di proprietà pubblica, ad acquistare almeno il 70% della Autostrada Torino Savona S.p.A. a metà del suo valore nominale, per poi provvedere, in deroga alle leggi che vietavano la costruzione di nuove autostrade, al completo raddoppio di tutta l'arteria. L'operazione veniva finanziata con un primo stanziamento di 20 miliardi di lire. Tra il gennaio e il febbraio 1983, le quote di maggioranza della società autostradale furono quindi cedute dalle società del gruppo FIAT ad Autostrade, completando la nazionalizzazione della A6; gli unici soci di minoranza rimasti furono l'Autostrada Torino-Milano e la Città di Torino.
Gli anni successivi furono spesi nella preparazione del progetto per il raddoppio, ma la nuova proprietà pubblica iniziò comunque ad effettuare opere di miglioramento sull'arteria esistente. Nel luglio 1984, dopo quattro anni di divieto assoluto, la magistratura autorizzò la riapertura tra Priero ed Altare di tre aree di sorpasso per ciascuna direzione, lunghe ciascuna qualche centinaio di metri, per alleviare il problema delle lunghe colonne di auto a passo d'uomo dietro ai camion. Il 19 giugno 1986 l'unione dei due tratti a pagamento della A10, con l'eliminazione delle stazioni a barriera di Feglino e di Savona-Legino, rese necessario rivoluzionare il raccordo di Zinola che collegava ad essa la A6, con l'interposizione del nuovo casello di Savona tra le due autostrade.
Nel frattempo, la definizione del progetto di raddoppio procedeva a rilento, rallentata dalla burocrazia e dalle proteste. Difatti, gli stessi Comuni cuneesi e liguri che tanto avevano protestato per i disagi della carreggiata unica ora protestavano per i disagi del raddoppio: i duecentocinquanta abitanti di Montezemolo tennero in scacco l'autostrada con lunghi ricorsi legali per non accettare la perdita del proprio casello, che essendo situato in mezzo ai monti era impossibile da collegare con il nuovo percorso più basso e diretto; gli abitanti di una strada periferica di Millesimo non volevano trovarsi un alto viadotto sopra la testa; gli ambientalisti e gli appassionati di storia locale protestavano per la possibile perdita di resti megalitici in località Bric Tana. Anche più a nord, ci furono proteste contro l'abolizione del casello di Santuario di Vicoforte, pur situato a soli 4 km da quello di Mondovì, e contro ulteriori ipotesi di razionalizzazione delle uscite. Alla fine, quasi tutte le richieste di cambiamento del progetto furono respinte, ma a prezzo di altri anni di ritardi e di incidenti mortali.
Il 27 gennaio 1988 fu quindi sottoscritta la nuova convenzione tra la società autostradale e l'ANAS; tra l'estate e l'autunno vennero effettuate e assegnate le prime gare d'appalto per il tratto prioritario, quello tra Priero e Altare. I primi cantieri si aprirono nel luglio 1989, con conclusione prevista per fine 1991, ma gli stanziamenti pubblici per centinaia di miliardi di lire che stando alla convenzione dovevano coprire i costi tardarono ad arrivare, fermando i lavori. Uno stanziamento nella primavera 1990 permise di far ripartire i cantieri sulle due tratte tra Priero e Rivere di Roccavignale e tra Montecala di Cosseria e Altare, ma ancora due anni dopo i soldi promessi dallo Stato non erano stati versati, dilatando la durata dei lavori e mettendo in dubbio il successivo raddoppio del tratto tra Priero e Fossano, che si pensò di sostituire con un semplice allargamento della carreggiata esistente. Fortunatamente, nell'agosto 1993 una nuova promessa statale di 500 miliardi di lire rese possibile riaccelerare i lavori e ritornare al progetto di raddoppio completo.
La società autostradale cercò di finanziare i lavori per quanto possibile con risorse proprie; anche per questo, dal 6 maggio 1991 il sistema di pedaggio fu adeguato ai tempi moderni, passando al pagamento in uscita anziché in entrata, cogliendo l'occasione per raddoppiare il pedaggio a gran parte degli utenti. Nonostante il rincaro, dal 10 agosto 1992 fu abbassato il limite di velocità a 90 km/h su tutto il resto della tratta a carreggiata unica, tra Carmagnola e Priero, e sulla discesa da Altare verso Savona, poiché secondo l'imminente riforma del Codice della Strada non era più possibile classificare questi tratti come autostrada. Inoltre, il 22 settembre 1992 una alluvione provocò il crollo del viadotto Tascé, sulla vecchia carreggiata tra Altare e Savona, costringendo a deviare per nove mesi il traffico su quella nuova, con una sola corsia per senso di marcia e lunghe code.
Nel frattempo, all'inizio del 1992 si era ottenuta la disponibilità della FIAT a cedere all'autostrada la propria pista di collaudo, il che permetteva di raddoppiare il tratto tra Carmagnola e l'area di servizio Rio Coloré (poco a nord dell'uscita di Marene) con costi e tempi ridottissimi. Questo tratto di 16 km fu aperto al traffico il 23 dicembre 1992, il primo dopo sedici anni, quasi dieci anni dopo la nazionalizzazione che doveva garantire un rapido raddoppio.
Il 18 dicembre 1993, due anni dopo il previsto, venne finalmente inaugurato il raddoppio tra Altare e Montecala (9 km); una nuova strada tracciata quasi in linea retta su viadotti e gallerie, utilizzata prevalentemente per la direzione Torino, tranne i due chilometri adiacenti al casello di Altare. Per il tratto di 10 km tra Priero e Rivere, più volte ritardato, si dovette attendere addirittura il 4 agosto 1995; esso era destinato alla salita in direzione Savona, e la sua apertura causò la chiusura definitiva dell'uscita di Montezemolo. Due giorni prima erano stati aperti anche altri 4 km in pianura, tra Rio Coloré e Marene.
Dalla primavera 1994 si iniziò a progettare e appaltare gli altri tratti ancora a carreggiata singola, cominciando da quelli più semplici, tra Marene e l'imbocco del viadotto Stura, a nord di Fossano, e tra Mondovì e Priero. Restavano in alto mare il tratto tra Rivere e Montecala, a causa della persistente opposizione del Comune di Millesimo, e quello tra Mondovì e il viadotto Stura, a causa dei numerosi grandi viadotti il cui raddoppio richiedeva tempi e costi elevati.
Il raddoppio proseguì dunque a spizzichi e bocconi, qualche chilometro qui e qualche chilometro là, creando ulteriori pericoli: ad ogni strozzatura da un tratto raddoppiato a un tratto a singola carreggiata, nei momenti di traffico si verificavano lunghissime code e incidenti. Il 16 aprile 1996 vennero inaugurati i 4 km pianeggianti tra Marene e il viadotto Stura; dopo la chiusura definitiva dell'uscita di Santuario di Vicoforte, tra il dicembre 1997 e il settembre 1998 venne aperto in vari lotti il tratto tra Priero e la galleria Gay di Monti, subito a sud di Mondovì, con ventotto anni di ritardo rispetto agli annunci iniziali.
Nel frattempo, a inizio 1997 partirono i lavori per il secondo viadotto sulla Stura, di nuovo l'opera più imponente di tutta l'autostrada, e a dicembre 1997 vennero aperti i cantieri per il sospirato tratto di Millesimo. Ci vollero tuttavia ancora altri quattro anni per completare il raddoppio dell'intera autostrada.
Il 31 luglio 1999 venne inaugurato il raddoppio del viadotto Stura fino all'uscita di Fossano, intitolando la nuova opera al generale dei carabinieri Franco Romano, deceduto pochi mesi prima in un incidente. Il 19 aprile 2000, dopo una nuova ristrutturazione del raccordo di Zinola con la A10, fu dismessa la barriera terminale di Altare, eliminando i caselli tra le due autostrade e integrando la A6 nel resto del sistema autostradale italiano.
Il 6 novembre 2000, con nove anni di ritardo sugli annunci iniziali, venne inaugurato il tratto di 6 km tra Rivere e Montecala, completando il raddoppio del tratto montano e più antico a quarant'anni abbondanti dalla sua inaugurazione; essendo utilizzato per la direzione Savona, esso comportò anche la dismissione delle rampe dello svincolo di Millesimo in direzione Torino sostituite da due rampe di inversione di marcia situate a diversi chilometri dall'uscita.
Il 14 giugno 2001 fu la volta del tratto tra Fossano e Carrù, già predisposto per l'interconnessione con il ramo della A33 verso Cuneo che era allora in progettazione. Il 4 agosto 2001 vennero inaugurati due chilometri attorno all'uscita di Mondovì. Infine, il 12 novembre 2001 vennero inaugurati in pompa magna gli ultimi quattro chilometri tra la galleria Gay di Monti, Mondovì e Carrù, comprendenti i due grandi viadotti sui fiumi Ellero e Pesio. In questa occasione, cercando di liberarsi del nome di "autostrada della morte", la A6 fu ufficialmente ribattezzata "la Verdemare".

### Privatizzazione e anni recenti
Il 9 marzo 2000 l'intera società Autostrade venne privatizzata, passando nelle mani di una cordata guidata dalla famiglia Benetton; pertanto anche la A6, dopo diciassette anni di proprietà pubblica, ritornò nuovamente privata.
Il 15 novembre 2000 l'autostrada fu teatro di un clamoroso fatto di cronaca: Edoardo Agnelli, figlio dell'Avvocato ed erede della FIAT, morì precipitando dal viadotto Franco Romano.
Alla fine del 2001, completate tutte le opere di raddoppio, la A6 divenne una autostrada con standard e incidentalità normali, anche se nel tratto montano la vecchia carreggiata costruita negli anni '50, ancora in uso in una sola direzione, costringe comunque tuttora a percorrere curve molto strette e osservare limiti di velocità molto ridotti, fino a 70 km/h in alcuni tratti. Cominciò velocemente ad emergere anche il progressivo invecchiamento delle strutture: nell'aprile 2003 il tratto tra Millesimo e Altare fu chiuso per qualche giorno per il cedimento di un viadotto.
In questi anni, le uniche novità sul tracciato riguardarono l'apertura delle interconnessioni con la costruenda A33 Asti-Cuneo. Nel luglio 2005, insieme ai primi chilometri di tale autostrada, venne aperto il nuovo svincolo verso Cuneo, situato poco a nord dell'uscita di Carrù, in località Massimini; il 18 giugno 2007 venne modificato lo svincolo di Marene, che invece di immettere sulla viabilità ordinaria si allaccia ora senza soluzione di continuità al primo tratto di A33 verso Asti. A seguito di questo cambiamento, il traffico in uscita a Marene e diretto a ovest verso Savigliano, Saluzzo, Fossano e Cuneo venne penalizzato, in quanto costretto a percorrere 3 km di A33 per poi uscire al primo svincolo e tornare indietro. Anche per questo motivo, in questi anni si iniziò a parlare di un possibile nuovo svincolo "Fossano nord", collocato a nord del viadotto sulla Stura e interconnesso con la tangenziale di Fossano; ad oggi questi piani non si sono ancora concretizzati.
Nella notte tra il 2 e il 3 dicembre 2005, a seguito di una forte nevicata e dello sbandamento dei mezzi pesanti, centinaia di persone rimasero bloccate nelle auto per ore al gelo, venendo infine soccorse dalla Protezione Civile. In seguito a questo episodio, fu introdotta l'abitudine di inviare durante le nevicate gli spazzaneve sul tratto montano, in corteo a bassissima velocità, costringendo i veicoli a procedere dietro di loro a passo d'uomo.
Nel giugno 2010 vennero installati sulla A6 i "tutor" per il controllo della velocità, su due tratti per ciascuna direzione.
Nel febbraio 2012, nell'ambito di un complesso accordo industriale, il gruppo Autostrade concesse alla SIAS della famiglia Gavio l'opportunità di acquistare la Autostrada Torino Savona S.p.A. per 223 milioni di euro. L'opzione venne esercitata e il 15 novembre 2012 la A6 cambiò proprietà. Il 1º novembre 2017 la Autostrada Torino Savona S.p.A. venne incorporata da Autostrada dei Fiori S.p.A., concessionaria dell'autostrada A10 anch'essa di proprietà del gruppo Gavio; dopo 61 anni, la A6 cessò di esistere come società indipendente.
Nel frattempo, l'invecchiamento delle strutture costruite negli anni '50 e '60 è diventato sempre più visibile, provocando ripetuti allarmi sui social network. Tra il 2014 e il 2019, la concessionaria ha comunque provveduto a importanti lavori di ristrutturazione o di completo rifacimento strutturale della carreggiata più vecchia di alcuni dei maggiori viadotti, compreso quello sulla Stura.
Dall'inizio del 2019, a fronte del generale declino delle vendite di carburante in autostrada, viene decisa per decreto la chiusura di cinque aree di servizio, pur economicamente in attivo. Due di esse (Rio Coloré ovest e Mondovì ovest) sono tuttavia note e frequentate per il servizio gastronomico e turistico, e dopo le proteste del territorio ottengono di poter rimanere aperte.
Il 24 novembre 2019, l'autostrada viene interrotta ancora una volta da una frana che provoca il crollo del viadotto Madonna del Monte, poco a nord di Savona, sulla carreggiata più vecchia. Dopo pochi giorni l'autostrada è stata riaperta, deviando entrambe le direzioni di marcia sulla carreggiata nuova e installando un sistema di monitoraggio della frana; il viadotto crollato è stato ricostruito e inaugurato il 21 febbraio 2020.

## L'autostrada oggi

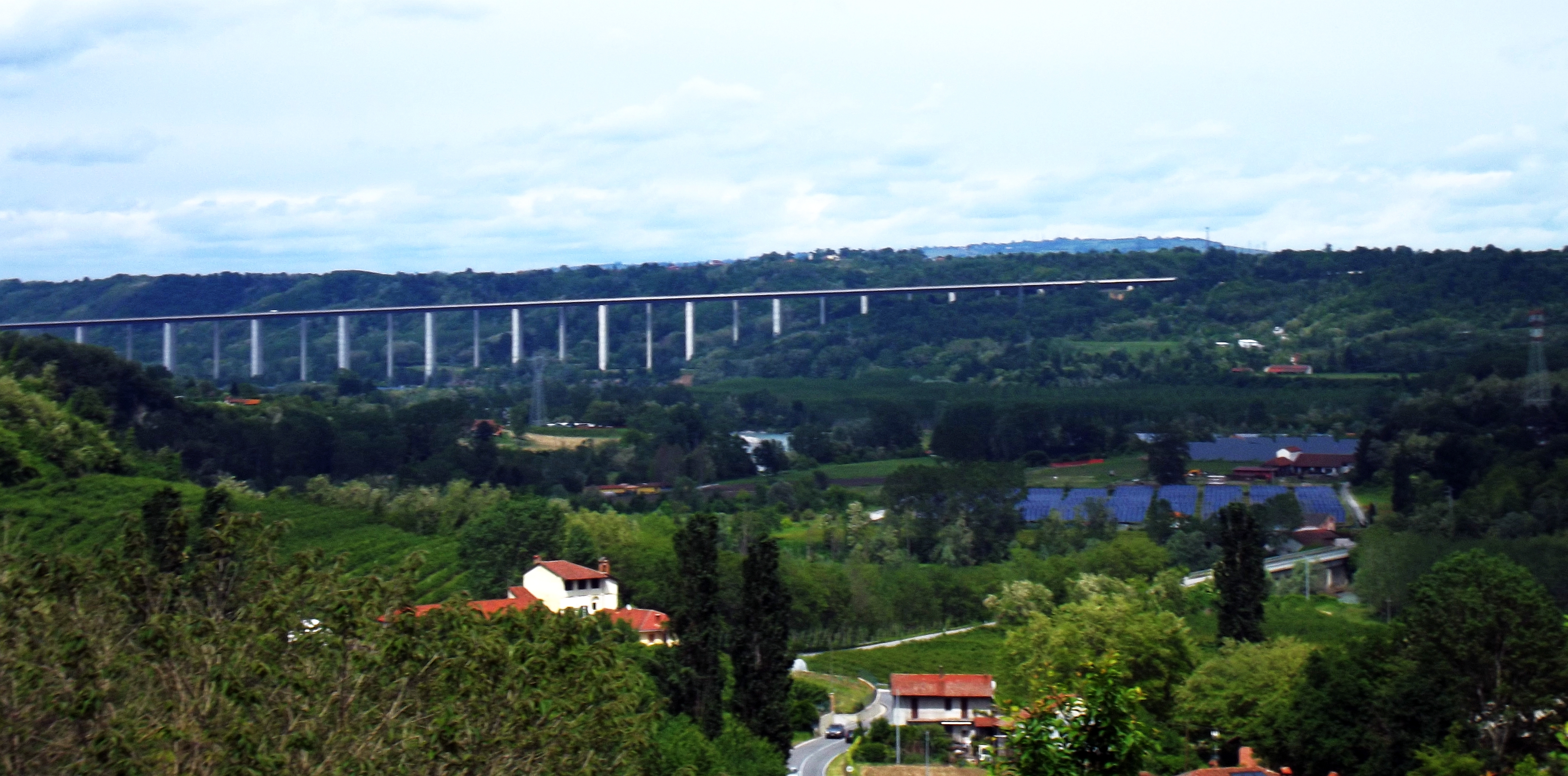
Il ponte sulla Stura visto da Fossano

Dal 2001 la A6 Torino-Savona, conosciuta come La Verdemare, è interamente a doppia carreggiata e presenta caratteristiche e livelli di sicurezza simili a quelli delle principali autostrade italiane.
Essa rappresenta il principale collegamento tra il Piemonte occidentale e la Liguria, e più in generale tra le Alpi occidentali e la costa mediterranea. Pertanto, essa serve due tipi di traffico turistico: da una parte, specialmente in estate, quello che da Piemonte e Valle d'Aosta si dirige alla Riviera di Ponente e alla Costa Azzurra; dall'altra, specialmente in inverno, quello che dalla Liguria si reca alle stazioni sciistiche della provincia di Cuneo. Essa serve anche un significativo traffico industriale, generato dal porto di Savona-Vado, dal Ponente e dalla Costa Azzurra e diretto a Torino e ai trafori alpini, e viceversa.
L'arteria si sviluppa attraverso territori scarsamente antropizzati, soprattutto al confine tra Piemonte e Liguria. Partendo da Torino, dopo circa 40 km diritti e pianeggianti verso sud si incontrano ripetutamente ampi valloni che vengono scavalcati con lunghi e alti viadotti, fino a giungere a Mondovì. Di lì si affrontano le prime propaggini delle Alpi Liguri, e il tracciato svolta verso est e diventa progressivamente più accidentato.
Dopo Ceva inizia il tratto di montagna vero e proprio; per valicare le montagne e scendere verso il mare, le due carreggiate si dividono e seguono tracciati completamente separati, incontrandosi (e spesso scavalcandosi) solo in una mezza dozzina di punti. La carreggiata "vecchia", progettata e costruita negli anni '50, segue un percorso molto più lungo e tortuoso ed è generalmente assegnata alla direzione in discesa, mentre la carreggiata "nuova", costruita negli anni '70 (Altare-Savona) e '90 (Ceva-Altare), è di diversi chilometri più corta, in gran parte diritta o con curve molto ampie, quasi interamente su lunghi viadotti e gallerie, ed è generalmente assegnata alla direzione in salita.
Il primo punto di valico, il più elevato, si ha all'altezza di Montezemolo (in galleria, a circa 620 m di altitudine sulla carreggiata nuova e 680 m su quella vecchia), quando la strada passa dal bacino del Tanaro a quello della Bormida. Dopo la discesa quasi continua verso Millesimo e Altare, l'autostrada supera il colle di Cadibona (435 m), spartiacque tra la Liguria e la Pianura padana, ma anche punto convenzionale di divisione tra le Alpi e gli Appennini (nonostante il tratto tra Ceva e Savona sia stato tradizionalmente chiamato "tratto appenninico", anche nella segnaletica autostradale, esso si sviluppa in gran parte dal lato delle Alpi). Il dislivello tra il colle di Cadibona e il mare viene superato in meno di 14 km, con una pendenza media superiore al tre per cento. In particolare, il percorso più antico, quello oggi utilizzato in direzione mare, è estremamente tortuoso, comprendendo l'unica curva elicoidale di tutte le autostrade italiane, e prevede un limite di velocità che si abbassa fino a 70 km/h, ma è anche un percorso panoramico ed emozionante da guidare.
Nonostante le altitudini modeste, la vicinanza con il mare e con le prime cime delle Alpi rende il tratto montano soggetto a forti precipitazioni, anche nevose nei mesi invernali. Il territorio è molto accidentato, e questo rende l'autostrada soggetta a danneggiamenti e interruzioni a causa di frane e alluvioni (l'ultima volta nel novembre 2019).
L'autostrada è interconnessa direttamente e senza barriere con le autostrade A10 Genova-Ventimiglia, presso il terminale di Savona, e A33 Asti-Cuneo, che anzi ne utilizza circa venti chilometri tra Marene e Carrù per completare il proprio percorso. A nord, oltrepassata la barriera di Carmagnola, l'autostrada prosegue senza soluzione di continuità nella diramazione di Moncalieri della A55 Tangenziale di Torino, presso un raccordo a quadrifoglio che la interconnette con il tronco principale della A55 e tramite esso con la A21 Torino-Piacenza-Brescia.
Dallo svincolo per Fossano si diparte un raccordo che porta alla SS 28 e che, anche se non ha caratteristiche autostradali, è tuttora classificato come raccordo autostradale; esso costituiva originariamente il tratto conclusivo dell'autostrada quando essa terminava a Fossano.
L'intero percorso della A6 costituisce anche la strada europea E717.
La società concessionaria dell'A6 è dal 2017 l'Autostrada dei Fiori S.p.A., controllata da ASTM (gruppo Gavio).

### Controllo elettronico della velocità
In due tratti di ciascuna carreggiata la velocità media è monitorata dal sistema Tutor, installato tra le stazioni di Carmagnola e Marene (entrambe le carreggiate), nei pressi di Priero (solo direzione Torino) e di Quiliano (solo direzione Savona). L'efficacia del sistema nel tratto Carmagnola-Marene, un tracciato in prevalenza rettilineo, è limitata dalla presenza dell'area servizio Rio Coloré nel tratto controllato.

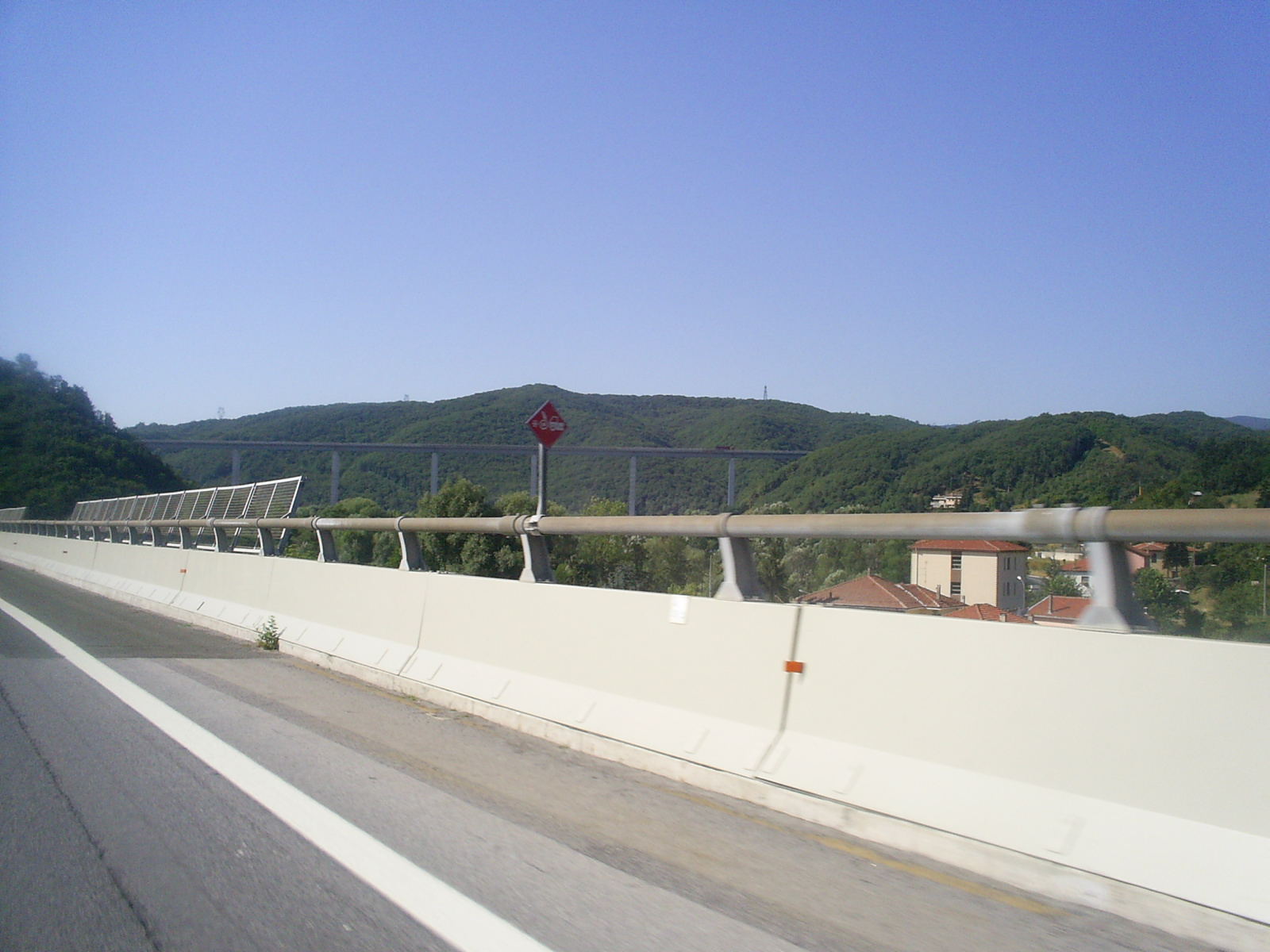
Veduta dell'autostrada

| Carreggiata Sud |         |        |                      |                                   |
| Dal km          | Al km   | Limite | Tempo di percorrenza | Aree Servizio/Parcheggi/Uscite    |
| 14+488          | 33+487  | 130    | 8' 46"               | Area Servizio Rio Coloré (30+000) |
| 118+524         | 122+555 | 90     | 2' 41"               | NO                                |

| Carreggiata Nord |        |        |                      |                                   |
| Dal km           | Al km  | Limite | Tempo di percorrenza | Aree Servizio/Parcheggi/Uscite    |
| 91+103           | 85+079 | 90     | 4' 01"               | NO                                |
| 33+487           | 14+488 | 130    | 8' 46"               | Area Servizio Rio Coloré (30+000) |

## Tabella percorso
| Torino - Savona La Verdemare | |       |      |                |
| Tipo                         | Indicazione                                                                                                | km    | Area | Strada europea |
|                              | Tangenziale Sud di Torino Torino - C.so Unità d'Italia                                                     | 0     | TO   |                |
|                              | La Rotta solo da/per Savona; svincolo dismesso negli anni '80                                              | 2,9   | TO   |                |
|                              | Area di servizio "Rio dei Cocchi" solo direzione Savona; dismessa in direzione Torino il 1/1/2019          | 10,8  | TO   |                |
|                              | Barriera Torino Sud                                                                                        | 13,0  | TO   |                |
|                              | Carmagnola Poirino                                                                                         | 13,1  | TO   |                |
|                              | Area di servizio "Rio Coloré" in direzione Savona solo ristoro senza carburante                            | 29,8  | TO   |                |
|                              | Marene Asti Cherasco                                                                                       | 34,6  | CN   |                |
|                              | Area di servizio "Rio Ghidone"                                                                             | 47,8  | CN   |                |
|                              | Fossano - Raccordo di Fossano                                                                              | 49,3  | CN   |                |
|                              | Cuneo | 54,0  | CN   |                |
|                              | Carrù Dogliani                                                                                             | 57,8  | CN   |                |
|                              | Area di servizio "Mondovì est" solo direzione Torino                                                       | 61,6  | CN   |                |
|                              | Mondovì | 62,7  | CN   |                |
|                              | Area di servizio "Mondovì ovest" solo direzione Savona, solo ristoro senza carburante                      | 63,0  | CN   |                |
|                              | Santuario di Vicoforte svincolo dismesso il 28/9/1997                                                      | 67,1  | CN   |                |
|                              | Niella Tanaro Santuario di Vicoforte                                                                       | 70,6  | CN   |                |
|                              | Ceva del Colle di Nava - Imperia                                                                           | 81,0  | CN   |                |
|                              | Area di servizio "Priero" solo direzione Savona; dismessa in direzione Torino il 15/1/2019                 | 84,3  | CN   |                |
|                              | Montezemolo svincolo dismesso il 4/8/1995                                                                  | 92,3  | CN   |                |
|                              | Millesimo - Montezemolo - Savona solo direzione Torino, inversione di marcia per dirigersi verso Millesimo | 96,8  | SV   |                |
|                              | Millesimo Montezemolo solo direzione Savona; in direzione Torino usare le rampe di inversione              | 97,1  | SV   |                |
|                              | Torino solo direzione Savona, inversione di marcia per dirigersi verso Torino                              | 100,1 | SV   |                |
|                              | Area di servizio "Case Lidora" dismessa in direzione Savona il 1/1/2019, in direzione Torino il 18/12/1993 | 103,3 | SV   |                |
|                              | Area di servizio "Carcare est" solo direzione Torino                                                       | 107,5 | SV   |                |
|                              | Carcare svincolo dismesso il 31/7/1971                                                                     | 107,6 | SV   |                |
|                              | Altare - Carcare Cairo Montenotte                                                                          | 109,6 | SV   |                |
|                              | Altare svincolo dismesso il 31/7/1971                                                                      | 112,8 | SV   |                |
|                              | Genova - Ventimiglia                                                                                       | 124,3 | SV   |                |

### Raccordo per Fossano

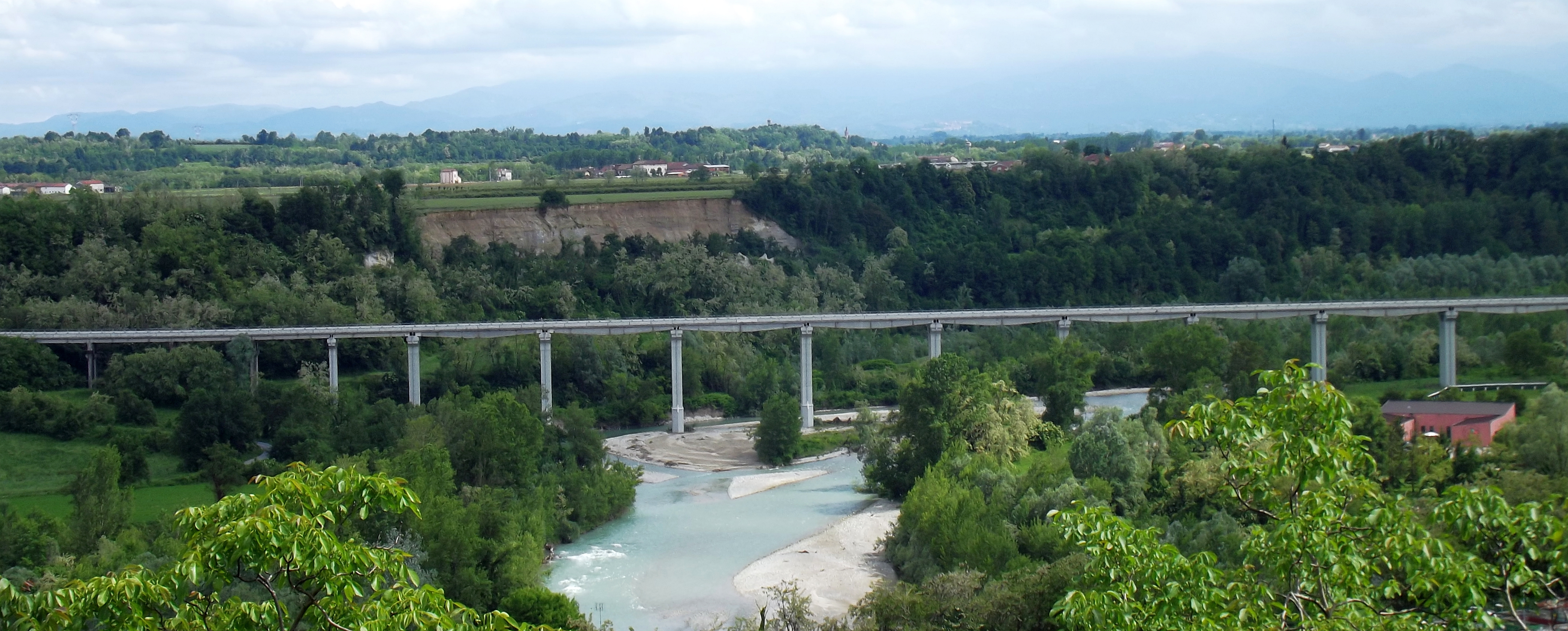
Il ponte del raccordo sulla Stura di Demonte

Il raccordo di Fossano, o diramazione per Fossano, nonostante sia a carreggiata unica con due sole corsie di marcia totali, presenta i segnali di inizio e fine autostrada e la segnaletica ha colore verde. Inoltre nel raccordo sono presenti i pannelli integrativi che identificano i cavalcavia con il simbolo dell'autostrada A6. Questo raccordo è anche classificato come Diramazione D06 secondo la numerazione interna di Autostrade per l'Italia.
Il Decreto Legislativo del 29 ottobre 1999 n. 461 ha incluso il raccordo tra la rete autostradale di interesse nazionale e ha classificato questo raccordo come A6.
Il raccordo si sviluppa per 6,1 km a partire dallo svincolo Fossano dell'A6.
| RACCORDO FOSSANO - A6 |                   |      |      |           |                |
| Tipologia             | Indicazione       | ↓km↓ | ↑km↑ | Provincia | Strada europea |
|                       | Torino-Savona     | 0    | 6,1  | CN        |                |
|                       | Barriera Fossano  |      |      | CN        |                |
|                       | Bene Vagienna     |      |      | CN        |                |
|                       | Trinità           |      |      | CN        |                |
|                       | del Colle di Nava | 6,1  | 0    | CN        |                |

## Progetto sperimentale: gli eliostati
Nel 1996 nei pressi di alcune gallerie dell'autostrada furono installati impianti sperimentali di illuminazione naturale: grossi specchi di oltre 10 m² erano installati al lato della carreggiata o sopra di essa, e continuamente movimentati durante l'arco della giornata tramite controllo elettronico, in modo da riflettere la luce del sole sempre verso l'ingresso delle gallerie. Nelle intenzioni il progetto doveva servire a ridurre l'accecamento temporaneo degli automobilisti, tipico del passaggio dalla luce al buio quando un veicolo entra in galleria; in realtà, nella pratica gli impianti causarono un differente tipo di accecamento: anziché causato dal buio, era causato dalla luce; se infatti da una parte gli specchi riuscivano nell'intento di illuminare il primo tratto di galleria, dall'altra la luce solare, andandosi a riflettere sugli specchietti retrovisori dei veicoli, andava ad accecare comunque i guidatori. 
A seguito delle numerose lamentele degli automobilisti, la trasmissione "Le Iene" realizzò il 30 aprile 2007 un servizio che evidenziava il problema, e in cui veniva anche intervistato il responsabile dell'installazione dell'impianto, il quale prometteva che sarebbero stati presi provvedimenti per migliorare l'impianto stesso.
Secondo una fonte non verificata, l'installazione ebbe un costo di circa 2 miliardi ed avvenne a seguito di un progetto europeo.